# José Arias Ramos
José Arias Ramos (Quintanilla San García, Burgos, 19 de marzo de 1894-Madrid, 15 de noviembre de 1968) fue un jurista español, catedrático de Derecho romano de las Universidades de Santiago, Salamanca y Valladolid. Posteriormente fue magistrado del Tribunal Supremo.

## Inicios
Nació en Quintanilla San García (Burgos), a las dos de la mañana del 19 de marzo de 1894. Hijo de Juan Manuel Arias Gómez, natural de Valladolid, y de María Ramos Jiménez, natural de Palenzuela (Palencia). Estudió Bachiller en el Instituto de Valladolid y cursó la Licenciatura en Derecho en la Universidad de Valladolid durante los años 1910-1915, obteniendo la calificación de sobresaliente en todas las asignaturas, excepto en Internacional Privado, en la que obtuvo la de Notable, con opción a matrícula de honor en nueve de ellas. Obtuvo el Premio Extraordinario de Licenciatura en 1915 y posteriormente hizo el doctorado obteniendo la calificación de sobresaliente con el tema “La tendencia socializadora en el Derecho contractual”.

## Actividad docente
En 1917 solicitó tomar parte en las oposiciones a la cátedra de Procedimientos judiciales y Práctica forense, vacante en la Universidad de Salamanca. Fue auxiliar temporal de la Facultad de Derecho de la Universidad de Valladolid.
Fue catedrático de Instituciones de Derecho romano de la Universidad de Santiago de Compostela, hasta su traslado a Salamanca en 1940, así como secretario de esta Universidad entre los años 1929-1936. Además, durante un curso fue también catedrático de Derecho civil. La Comisión Depuradora le suspendió de empleo y sueldo por dos años en su cargo de catedrático en 1937, pero en 1939 fue reintegrado a la función de la Universidad de Santiago. 
En Salamanca ejerció como catedrático hasta 1943. A partir de esta fecha fue catedrático de la Universidad de Valladolid, por permuta con Juan Iglesias, y vicerrector de la Universidad desde 1951 a 1953.
Entre sus obras destaca su manual de Derecho Romano tuvo una importancia decisiva en su época, pues fue utilizado por decenas de promociones de estudiantes y sirvió para cambiar la orientación docente del Derecho romano en España, debido a su preferencia, infrecuente hasta el momento, por el Derecho privado romano.
Se jubiló el 20 de marzo de 1964.

## Actividad internacional
Durante el curso 1928-29 trabajó en las Universidades de París y Roma, especialmente en el “Istituto di Diritto romano e Diritti orientali” con los profesores Vittorio Scialoja, Pietro Bonfante y Pietro de Francisci.

## Actividad política
Fue auxiliar en el cuerpo administrativo del Ministerio de Fomento y en el de Instrucción Pública.
En 1953, fue declarado en situación de excedencia por haber sido designado magistrado de la Sala Cuarta del Tribunal Supremo.

## Vida familiar
Se casó con Ascensión Bonet Guilayn. El matrimonio tuvo tres hijos: Juan Antonio Arias Bonet, Gonzalo Arias Bonet y Pilar. El primogénito, Juan Antonio, fue catedrático de Derecho romano en las Universidades de Valladolid y Madrid.
Murió en Madrid el 15 de noviembre de 1968.

## Méritos y distinciones
Cruz de Honor de San Raimundo de Peñafort (BOE de 20 de octubre de 1959).

## Obras
- Tesis doctoral inédita “La tendencia socializadora en el Derecho contractual”.[5]

- Compendio de Derecho público romano e historia de las fuentes, Santiago de Compostela, 1932. Varias ediciones, la 8.ª es de 1968 (Valladolid). Revisada y aumentada por su hijo, también catedrático de Derecho romano, Juan Antonio Arias Bonet, hasta la 15.ª de 1983.[6]

- Derecho romano I. Apuntes didácticos para un curso (volúmenes I y II), y Derecho romano II. Selección de textos para prácticas de exégesis, repasos, casos, ejemplos etcétera (volumen III) Madrid, Editorial Revista de Derecho privado, 1940. Varias ediciones: la 10.ª es de 1966. Fue corregida y continuada después por Juan Antonio Arias Bonet hasta la 18.ª de 1988.[7]